# آلیسیا ویکاندر
آلیسیا آماندا ویکاندر (به سوئدی: Alicia Vikander) (زاده ۳ اکتبر ۱۹۸۸) بازیگر سوئدی است.
از فیلم‌های معروف او می‌توان به بازی در آنا کارنینا و دختر دانمارکی اشاره کرد. آلیسیا در سال ۲۰۱۴ و ۲۰۱۵ به خاطر بازی در دو فیلم اکس ماکینا در نقش ربات انسان‌نما و دختر دانمارکی در نقش گردا وگنر دو سال پیاپی نامزد جایزه گلدن گلوب بهترین بازیگر نقش اول زن و بهترین بازیگر نقش مکمل زن شد.
وی در هشتاد و هشتمین مراسم اسکار جایزه بهترین بازیگر زن نقش مکمل را به خاطر بازی در فیلم دختر دانمارکی از آن خود کرد. آلیسیا در حال حاضر با همسر خود یعنی مایکل فاسبندر در لندن زندگی می‌کند.
او در سال ۲۰۱۸ نقش لارا کرافت را در فیلم توم رایدر بازی کرد.

## بخشی از فیلم‌شناسی
| سال  | عنوان                   | نقش                 | توضیحات                               |
| ---- | ----------------------- | ------------------- | ------------------------------------- |
| ۲۰۱۰ | خالص                    | کاتارینا            |                                       |
| ۲۰۱۲ | یک رابطه سلطنتی         | کرولاین ماتیلدا     |                                       |
| ۲۰۱۲ | آنا کارنینا             | کیتی                |                                       |
| ۲۰۱۳ | دسته پنجم               | آنکه دمشایت-برگ     |                                       |
| ۲۰۱۳ | هتل                     | اریکا               |                                       |
| ۲۰۱۴ | عهد جوانی               | ویرا بریتن          |                                       |
| ۲۰۱۴ | پسر تفنگ                | تاشا                |                                       |
| ۲۰۱۴ | هفتمین پسر              | آلیس دین            |                                       |
| ۲۰۱۴ | اکس ماکینا              | اِیوا                |                                       |
| ۲۰۱۵ | مردی از یو.ان.سی.ال.ای. | گبی تلر             |                                       |
| ۲۰۱۵ | سوخته                   | ان ماری             |                                       |
| ۲۰۱۵ | دختر دانمارکی           | گردا وگنر           | جایزه اسکار بهترین بازیگر نقش مکمل زن |
| ۲۰۱۶ | جیسون بورن              | هدر لی              |                                       |
| ۲۰۱۶ | نور میان اقیانوس‌ها      | ایزابل شربورن       |                                       |
| ۲۰۱۷ | مخفی‌سازی                | دنیل فلیندرز        |                                       |
| ۲۰۱۷ | تب لاله                 | سوفیا               |                                       |
| ۲۰۱۷ | سرخوشی                  | اینس                | همچنین تهیه‌کننده                      |
| ۲۰۱۸ | توم ریدر                | لارا کرافت          |                                       |
| ۲۰۱۹ | پرنده زلزله             | لوسی فلای           |                                       |
| ۲۰۲۰ | گلوریا                  | گلوریا استاینم جوان |                                       |
| ۲۰۲۱ | شوالیه سبز              | اسل / لیدی          |                                       |
| ۲۰۲۱ | بکت                     | ایپریل هنسون        |                                       |